# Stefan Meyer
Stefan Meyer (Wenen, 27 april 1872 – Bad Ischl, 29 december 1949) was een Oostenrijks natuurkundige die betrokken was bij het onderzoek naar radioactiviteit in de eerste helft van de twintigste eeuw. Hij was jarenlang directeur van het Institut für Radiumforschung (Instituut voor Radiumonderzoek) in Wenen en ontving in 1913 de Liebenprijs voor zijn onderzoek naar het element radium.

## Biografie
Meyer werd geboren in Wenen als tweede zoon van joodse ouders: de advocaat en notaris Gotthelf Karl Meyer en diens echtgenote Clara Goldschmidt, de zus van Victor Goldschmidt. Hij ging naar school in Wenen en later aan het gymnasium in Horn alwaar hij in 1892 zijn diploma behaalde. Hij studeerde natuurkunde aan de Universiteit van Wenen en ging een jaar naar de Universiteit Leipzig. Hij promoveerde in 1896 voor zijn werk met Franz-Serafin Exner en voltooide zijn habilitatie in 1900.
In 1897 werd Meyer assistent van Ludwig Boltzmann bij het Instituut voor Theoretische Fysica van de Weense universiteit. Zijn onderzoek was gericht op magnetische permeabiliteit van vloeistoffen. Na een lezing van Friedrich Oskar Giesel – een pionier op het gebied van onderzoek en de productie van radium – verkreeg hij van Giesel een monster radium om de magnetische eigenschappen van het nieuwe element te bepalen. Samen met zijn collega Egon von Schweidler toonde Meyer aan dat Becquerelstralen (bètastraling) door magnetische velden konden worden afgebogen; dit effect werd tegelijkertijd door verschillende wetenschappers ontdekt, maar Meyer et al toonde ook aan dat straling afkomstig van polonium (alfastraling) zich anders gedroeg in het magnetisch veld.
Meyer was in staat om de productie van vier gram radium te organiseren, zoals in 1901 door de Oostenrijkse Academie van Wetenschappen was aanbevolen. De chemische fabriek van Carl Auer von Welsbach, die werd gebruikt om zeldzame aardelementen te produceren, bood de nodigde technische apparatuur en kennis voor het scheiden van kleine hoeveelheden materiaal uit erts. Na de zelfmoord van Boltzmann was Meyer voor een jaar lang intern-hoofd van het fysisch instituut. Gedurende die tijd had hij ook Lise Meitner aangenomen voordat ze in 1907 naar Berlijn vertrok. In 1908 werd Meyer assistent van Exner en hoogleraar aan de Weense universiteit in 1909. De ruime voorraad radium, die hij deelde met de Curies in Parijs, Rutherford in Manchester en Ramsey in Londen, maakte hem een sleutelfiguur in het onderzoek naar radium.
De enige grotere bron voor radium-bevattend pekblende waren de Sankt Joachimsthal-mijnen, die zich in Oostenrijk-Hongarije bevonden. Om het industriële gebruik en de winning van radium te verbeteren schonk de Oostenrijkse industrieel Karl Kupelwieser in 1908 500.000 Oostenrijkse kronen voor de oprichting van een instituut voor het onderzoek naar radium. Twee jaar later, in 1910, werd dit Instituut voor Radiumonderzoek in Wenen geopend. Meyer werd de eerste waarnemend directeur onder Exner die de officiële directeur van het instituut was. De opening was twee jaar eerder dan het vergelijkbare Institute du Radium in Parijs.
In de periode dat Meyer optrad als waarnemend directeur werkte een aantal prominente wetenschappers aan het instituut, waaronder George de Hevesy, Victor Franz Hess en Friedrich Paneth. Met de Anschluss in 1938, de annexatie van Oostenrijk door nazi-Duitsland, moest de joodse Meyer zijn ambt neerleggen. Hij vroeg pensionering aan voordat van het instituut werd gedwongen. Gedurende de oorlog verbleef hij in zijn huis op het platteland van Oostenrijk waar hij mede door tussenkomst van meerdere invloedrijke personen, ongedeerd bleef. Zijn oudere broer, Hans Leopold Meyer, hoogleraar scheikunde, had deze bescherming niet en werd in 1942 vermoord in het concentratiekamp Theresienstadt. Na de oorlog werd Meyer gerehabiliteerd en mocht hij als directeur terugkeren naar zijn instituut. Hij overleed in 1949 in Bad Ischl.

## Publicaties
Stefan Meyer publiceerde verscheidene artikelen over radioactiviteit samen met Von Schweidler. Hij verzamelde de meeste bevindingen over radioactiviteit in een boek: "Radioaktiviteit" (1927). Dit boek zou het standaard Duitstalige leerboek worden over radioactiviteit, vergelijkbaar met het boek van Curie in het Frans en het boek van Rutherford in het Engels. Gedurende zijn gedwongen pensionering schreef hij een boek over muziekinstrumenten en akoestiek.